# 10513 Mackie
10513 Mackie este o planetă minoră (asteroid), cu un diametru de 18,324 km, din centura de asteroizi. A fost descoperită pe 2 octombrie 1989 la Observatorul La Silla de Henri Debehogne. 
Obiectul prezintă o orbită caracterizată de o semiaxă mare de 3,2176387 UAi, o excentricitate de 0,07, o înclinație de 24,35745 ° în raport cu ecliptica.